# Morotssandbi
Morotssandbi (Andrena minutuloides) är en biart som beskrevs av Perkins 1914. Det ingår i släktet sandbin och familjen grävbin. Inga underarter finns listade i Catalogue of Life.

## Beskrivning
Morotssandbiets hona är mycket lik släktingarna småsandbi (Andrena minutula) och lundsandbi (Andrena subopaca), medan hanen påminner om hanen av veronikasandbi (Andrena semilaevis)..  Kroppsbehåringen är vitaktig och mycket gles. Bakkanterna på tergiterna, segmenten på bakkroppens ovansida, har en smal rand av vita hår. Första generationens hanar har svarta hår i ansiktet, medan andra generationen har ljusa. Biet är litet: Kroppslängden är 5 till 7 mm, med en längd på framvingarna på 4 till 4,5 mm för hanen, 4,5 till 5 mm för honan. Arten har dessutom en mycket kort tunga, endast 1 mm lång.

## Ekologi
Morotssandbiets habitat utgörs av väldränerade marker som vägrenar, torrbackar, skogsbryn, grustag och ruderatområden, men även parker och trädgårdar. I Norden har arten en generation per år, som är aktiv från mitten av maj till slutet av juli, men på kontinenten och i södra England hinner den med två generationer, en som flyger i april och maj, och en som flyger från juni till augusti. Arten är polylektisk, den flyger till blommor från många olika familjer: Korgblommiga växter som maskrosor, gråfibbla, kål, tusensköna och röllika, flockblommiga växter som hundkäx, kirskål och lokor, rosväxter som hagtorn och femfingerört, samt grobladsväxter som veronikor.
Arten är solitär, honan har hela ansvaret för avkomman. Hon gräver ut bogångar på naken jord i soliga lägen. Boet kan angripas av boparasiten smågökbi, som lägger sina ägg i morotssandbiets larvbo, ett i varje äggcell, och vars larv lever av det insamlade matförrådet efter det att värdägget eller -larven dödats.

## Utbredning
Utbredningsområdet omfattar större delen av Europa norrut till södra Fennoskandien, och söderut till Iberiska halvön, Italien, Grekland och vidare in i Turkiet samt till Marocko i Nordafrika. Den har också påträffats i Dagestan i Ryssland.
I Sverige återfinns arten främst i Götaland och Svealand. I Finland finns arten i de södra delarna av landet, upp till i höjd med Södra Österbotten, Mellersta Finland och Södra Savolax. Den saknas dock på Åland. Arten är klassificerad som livskraftig både i Sverige och Finland.